# Bohrdraht

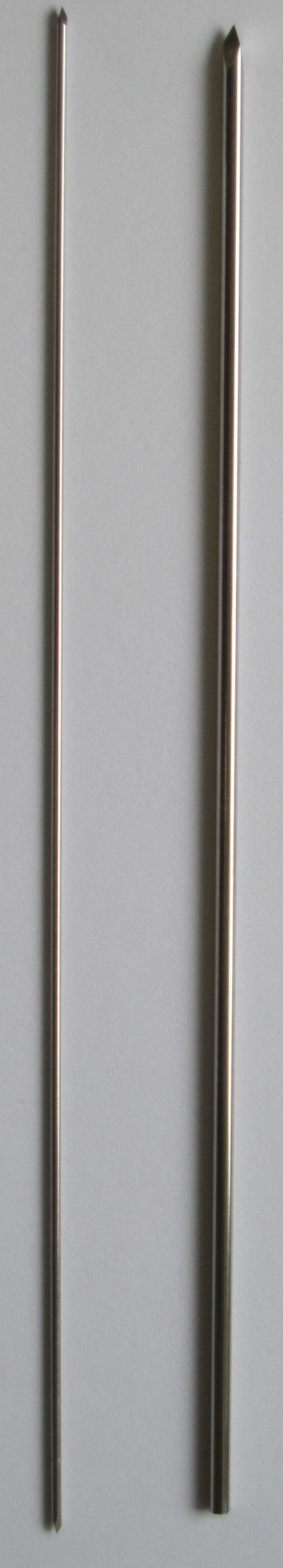
Bohrdrähte mit Trokarspitze

Ein Bohrdraht (auch Knochenbohrdraht) ist ein in der Medizin, insbesondere im Rahmen der Osteosynthese, eingesetzter Draht aus nicht rostendem Implantatstahl, der mit einer Bohrmaschine direkt durch oder in einen Knochen eingedreht wird. Ein Vorbohren erfolgt nicht. Er kann dabei zur Drahtextension (Extensionsdraht), als Führungsdraht für einen Schenkelhalsnagel bei einer Oberschenkelhalsfraktur oder zur Fixierung von Knochenbruchenden (Kirschnerdraht nach Martin Kirschner) eingesetzt werden. Dabei können Bohrdrähte auch mit Cerclagen kombiniert werden. Bohrdrähte haben zumeist eine Trokarspitze. Zur Befestigung mittels Fixateur externe werden auch Bohrdrähte mit Gewinde eingesetzt.
Man spricht auch von Spickdrähten zur Drahtspickung; hier werden kleine Knochenfragmente oder Knochentransplantate mit Drahtstiften fixiert. Ebenso werden Frakturen kleiner Knochen im Zuge der Frakturfixierung im Sinne einer Drahtschienung („innere Schienung“ oder „Stiftung“) durch perkutan eingebohrte Kirschnerdrähte versorgt.
Bohrdrähte werden außerdem zur temporären Arthrodese zum Beispiel (nach dem schwedischen Chirurgen Erik Axelsson Moberg, 1905–1993) bei Sehnenausrissen verwendet. Bei der so genannten Mobergschen Tenodese wird bei einer ansatznahen Zerreißung der tiefen Beugersehne bis zur Abheilung eine Bohrdrahtarthrodese des Fingerendgelenkes mit einer Drahtnahtfixierung des distalen Sehnenendes an der Mittelphalanx kombiniert.
Kommen bei einer Operation Bohrdrähte zum Einsatz, so handelt es sich um eine geschlossene Behandlungsmethode. Ein solches Verfahren hat gegenüber einem offenen Vorgehen den Vorteil, dass die Fraktur dafür nicht freigelegt werden muss. Der Aufwand des Verfahrens und seine Invasivität sind gering. Bohrdrähte sind relativ biegsam; die betroffenen Knochenabschnitte müssen also bewegungsinstabil fixiert werden. Zusätzliche äußerliche Ruhigstellungsverfahren, etwa ein Gipsverband oder ein Fixateur externe, sind daher bei der Anwendung von Bohrdrähten die Regel. Nach Abschluss der Frakturheilung – für gewöhnlich nach vier bis sechs Wochen – können die Drähte meistens problemlos entfernt werden.